# Алама де Алмерия
Алама де Алмерия (на испански: Alhama de Almería) е населено място и община в Испания. Намира се в провинция Алмерия, в състава на автономната област Андалусия. Общината влиза в състава на района (комарка) Алпухара Алмериенсе. Заема площ от 26 km². Населението му е 3824 души (по данни от 2010 г.). Разстоянието до административния център на провинцията е 25 km.

## Демография
| 1996 | 1998 | 1999 | 2000 | 2001 | 2002 | 2003 | 2004 | 2005 | 2006 |
| ---- | ---- | ---- | ---- | ---- | ---- | ---- | ---- | ---- | ---- |
| 3104 | 3111 | 3124 | 3165 | 3201 | 3241 | 3253 | 3319 | 3438 | 3522 |